# Iksa (přítok Čaji)
Iksa (rusky Икса) je řeka v Tomské oblasti, která na horním toku tvoří hranici s Novosibirskou oblastí v Rusku. Je dlouhá 430 km. Plocha povodí měří 6130 km².

## Průběh toku
Protéká po východní části Vasjuganské roviny. Ústí zprava do Čaji (povodí Obu).

## Vodní režim
Zdrojem vody jsou sněhové a dešťové srážky. Průměrný průtok vody činí 7,3 m³/s. Odtok se prudce zvyšuje od horního k dolnímu toku. Nejvyšších vodních stavů dosahuje od května do začátku srpna.

## Využití
Na dolním toku splavná pro vodáky.